# NHK長崎放送局
NHK長崎放送局（エヌエイチケイながさきほうそうきょく）は、長崎県を放送対象地域とする日本放送協会（NHK）の地域放送局である。テレビとラジオで県域放送を行っている。
かつてNHK佐世保放送局が長崎県の北部を受け持っていたが、現在は支局となっている。

## 沿革
- 1933年（昭和8年）9月20日 - 社団法人日本放送協会長崎放送局開局 （呼出符号：JOAG）。
- 1945年（昭和20年）
  - 8月9日 - 原爆により壊滅、放送局の機能停止。
  - 8月13日 - 放送再開。
- 1950年（昭和25年）6月1日 - 放送法施行に伴い社団法人日本放送協会が解散。特殊法人としての日本放送協会が設立され一切の権利義務を継承。
- 1958年（昭和33年）12月23日 - 総合テレビジョン放送開始。
- 1964年（昭和39年）
  - 1月20日 - 教育テレビジョン（Eテレ）放送開始。
  - 5月20日 - FM放送開始。
- 1968年（昭和43年）5月21日 - 新会館完成。
- 2006年（平成18年）12月1日 - 地上デジタル放送開始（長崎市稲佐山から送信）。
- 2011年（平成23年）
  - 1月24日 - 対馬市内のアナログテレビ中継局のうち、厳原中継局を除く5局（南厳原（みなみいづはら）、佐須奈（さすな）、対馬伊奈（つしまいな）、志多留（したる）、比田勝（ひたかつ））が先行廃止（長崎放送・テレビ長崎も同様）。
  - 7月24日 - アナログ放送終了。
- 2018年（平成30年）4月改編より、土日祝日（年末年始も含む）のローカルニュース・気象情報などはテレビ・ラジオともに原則として選挙及び災害等を除き全て福岡からの九州沖縄ブロックニュースに一統され、長崎からのニュース・気象情報は平日のみとなった。その後、2022年（令和4年）度よりテレビの18:45枠のローカルニュース・気象情報は各局別に戻された[1]。但し、大型連休の谷間やお盆休み、年末年始期間は原則として全時間帯で福岡発、ラジオは原則として従来通り全時間帯で福岡発となる。
- 2023年（令和5年）
  - 4月1日 - 令和改革により、部制（放送部・営業推進部等）からセンター制に見直され、コンテンツセンター、経営管理企画センターへ再編された。
  - 4月 - NHK長崎放送局開局90周年を迎えるにあたり、キャッチコピーは「go これからも長崎と」と発表された[2]。
  - 5月15日 - NHKプラスで地域向けのテレビ番組の見逃し配信が開始[3]。
  - 9月20日 - 開局90周年。

## 所在地
- 〒850-8603　長崎市西坂町1番1号

## 主なテレビのチャンネル

### 総合テレビジョン

#### デジタル
- コールサイン：JOAG-DTV
- リモコンキーIDは「1」

※大半の都府県で共通。長崎市ではNHKアナログ教育テレビが1chだったが（山口局も同様）、NHKとしては引き継ぐものの1chが教育から総合へ変わった。
類似のケースは、同じく「1」がNHKで使われていた関東1都6県・山梨県・山口県、「2」がNHKで使われていた近畿2府4県・秋田県・福島県・長野県・静岡県・愛媛県・熊本県・沖縄県、「3」がNHKで使われていた地域のうちアナログ親局1chが民放で使われた地域（東海3県・北海道・福岡県etc）がある。
- 長崎：15ch 1kW（稲佐山）
- 佐世保：42ch 1kW（烏帽子岳）
- 諫早：15ch 10W（五家原岳）
- 南串山：15ch 3W（彦山）
- 島原：15ch 3W（眉山）
- 南有馬：15ch 3W（上ノ原）
- 平戸：52ch 3W（鞍掛山）※2012年3月21日から5月30日の間に28chから変更された。
- 福江：42ch 10W（八本木山）
- 松浦：42ch 3W（城山）
- 大瀬戸：15ch 3W（遠見山）
- 有川：41ch 3W（矢倉岳）
- 郷ノ浦：36ch 30W（岳ノ辻）
- 厳原：36ch 30W（権現山）

#### アナログ
- コールサイン：JOAG-TV
- 長崎：3ch 映像1kW／音声250W（稲佐山）
- 佐世保：8ch 映像1kW／音声250W（烏帽子岳）

※以前は「放送局」の扱いであり、“JOAT-TV→JOAQ-TV”のコールサインが付けられていた。

### 教育テレビジョン

#### デジタル
- コールサイン：JOAC-DTV
- リモコンキーIDは「2」
- 長崎：13ch 1kW（稲佐山）
- 佐世保：40ch 1kW（烏帽子岳）
- 諫早：51ch 10W（五家原岳）※2011年9月5日から2012年1月30日の間に13chから変更された。
- 南串山：13ch 3W（彦山）
- 島原：51ch 3W（眉山）※2011年10月17日から12月16日の間に13chから変更された。
- 南有馬：13ch 3W（上ノ原）
- 平戸：51ch 3W（鞍掛山）※2012年3月21日から5月30日の間に32chから変更された。
- 福江：40ch 10W（八本木山）
- 松浦：40ch 3W（城山）
- 大瀬戸：13ch 3W（遠見山）
- 有川：43ch 1W（矢倉岳）
- 郷ノ浦：49ch 30W（岳ノ辻）
- 厳原：49ch 30W（権現山）

#### アナログ
- コールサイン：JOAC-TV
- 長崎：1ch 映像1kW／音声250W（稲佐山）
- 佐世保：2ch 映像1kW／音声250W（烏帽子岳）

※以前は「放送局」の扱いであり、“JOAY-TV→JOAZ-TV”のコールサインが付けられていた。

## 主なラジオの周波数

### ラジオ第1放送
- コールサイン：JOAG
- 長崎：684kHz 5kW
- 佐世保：981kHz 1kW
以前は「放送局」の扱いであり、“JOAT→JOAQ”のコールサインが付けられていた。
- 平戸：1341kHz 100W
- 福江：945kHz 1kW
- 島原：1584kHz 100W
- 諫早：927kHz 100W
- 瀬戸板浦：85.0MHz（FM）20W
- 大瀬戸雪浦：76.9MHz（FM）10W

※壱岐・対馬には中継局がないため、福岡局（612kHz）や佐賀局の唐津中継局（1584kHz）を聴取することになる。

### ラジオ第2放送
- コールサイン：JOAC
- 長崎：1377kHz 1kW
- 佐世保：1512kHz 500W

※以前は「放送局」の扱いであり、“JOAY→JOAZ”のコールサインが付けられていた。
※県内の広い範囲で熊本局（873kHz）や福岡局（1017kHz）も聴取可能（ただし、五島・壱岐・対馬では難聴取地域も多い）。

### FM放送
- コールサイン：JOAG-FM
- 長崎：84.5MHz 500W（稲佐山）

※民放FM長崎の半分の出力しかない（スピルオーバー回避のため）。このため、長崎市内各所にも中継局が設けられている。
- 佐世保：86.0MHz 250W（烏帽子岳）

※開局当初から「中継局」の扱いだった。
- 諫早：83.0MHz 10W（五家原岳）
- 平戸：83.9MHz 10W（鞍掛山）
- 松浦：84.2MHz 10W（平尾山）
- 島原：82.7MHz 10W（眉山）
- 南有馬：81.7MHz 3W（上ノ原）
- 大瀬戸：82.8MHz 100W（遠見山）
- 有川：82.7MHz 10W（矢倉岳）
- 福江：83.5MHz 100W（八本木山）
- 郷ノ浦：83.3MHz 100W（岳ノ辻）
- 厳原：82.6MHz 100W（権現山）
- 東長崎：83.8MHz 1W（高城山）
- 宇久：88.0MHz 1W（城ヶ岳）

#### 放送エリアに関する特記事項
- 島原半島では、ラジオ第2放送は熊本局がカバーしている。
- 1990年度に松浦市の高法知岳と壱岐市の岳ノ辻との間に固定無線回線（FPU）が設けられる以前、壱岐市と対馬市ではテレビとFMは福岡局のエリアだった。現在、FMの厳原局、郷ノ浦局は佐世保局をエア受けしている。
- 佐世保支局が放送局扱いだった時は総合では「JOAG（-TV）・JOAQ（-TV）」、教育では「JOAC（-TV）・JOAZ（-TV）」の2つのコールサインをアナウンスしていた。

## 支局
- 佐世保
- 諫早
- 五島

## 主な長崎局制作番組
2024年4月3日以降。

### 総合テレビ
太字はNHKプラスの「ご当地プラス」において見逃し配信を実施している番組。
- ぎゅっと!長崎（平日 18:10 - 19:00）
- ニュース845長崎（平日 20:45 - 21:00）
- 長崎スペシャル（毎月第2金曜 19:30 - 19:55、再放送毎月第2金曜日翌日の土曜日 7:35 - 8:00）
- ぎゅぎゅっと!長崎（週末 18:45 - 18:59）
- 長崎平和祈念式典（毎年8月9日 10:30 - 11:52）
  - 全国高等学校野球選手権大会を飛び降り（Eテレへの振り替えなし）で九州・沖縄ブロックで放送されていたが、2000年から全国で放送されるようになった[4]。
- Jリーグ中継（V・ファーレン長崎主催試合）[注釈 1]
- B.LEAGUE中継（長崎ヴェルカ主催試合）[注釈 2]

### 教育テレビ
- 生中継! 長崎くんち20○○（毎年10月7日 7:00 - 11:00）[注釈 3]

### ラジオ第1放送
- 平日長崎県向けのラジオニュース 11:50（FMサイマル）、12:15（FMサイマル）、13:55、17:55、18:50（FMサイマル）
  - 上記以外は、福岡から九州沖縄地方向けのラジオニュースを放送。
- 長崎平和祈念式典（毎年8月9日 10:35 - 11:30）

## 過去の制作番組
- NHKニュースおはよう長崎
- くらしのガイド長崎→ながさきひるまえ情報便→ながさきナビゲーター ヒルミテ
- 西坂青春一番地→もってこい長崎5
- ニューススタジオ長崎640→ながさき630→イブニングネットワークながさき→イブニングワイドながさき→情報らしんばん長崎→もってこい長崎6→ニュース長崎EYE610→見んと!長崎→イブニング長崎
- ながさき645→NHKニュースながさき→イブ長チャレンジ
- ぼくらのピースの種
- しゃべラジながさき
- ながさき文学散歩

## アナウンサー・キャスター
- 氏名の後の*は、過去に長崎局勤務経験があることを示す。

| 氏名           | 前任地                    | 担当番組                                                                | 備考                       |
| アナウンサー   | アナウンサー              | アナウンサー                                                            | アナウンサー               |
| -------------- | ------------------------- | ----------------------------------------------------------------------- | -------------------------- |
| 川崎寛司       | 前橋                      | アナウンスグループ統括 ぎゅっと!長崎 ぎゅぎゅっと!長崎 長崎県のニュース | 五島市出身                 |
| 守屋瞭         | 金沢                      | ぎゅっと！長崎 長崎県のニュース                                         |                            |
| 長瀬萌々子     | 福岡                      | ぎゅっと！長崎 長崎県のニュース                                         |                            |
| 金澤利夫*      | ラジオセンター            | ぎゅぎゅっと!長崎 長崎県のニュース                                      |                            |
| 大野克郎*      | 沖縄                      | ぎゅぎゅっと!長崎 長崎県のニュース                                      |                            |
| 山口紗希       | 初任地                    | ぎゅぎゅっと!長崎 長崎県のニュース                                      | 佐世保市出身               |
| 契約キャスター |                           |                                                                         |                            |
| 西永里花       | 鹿児島 （契約キャスター） | ぎゅっと!長崎                                                           |                            |
| 柿本遥         |                           | ぎゅっと!長崎                                                           |                            |
| 中島史理       |                           | ぎゅっと!長崎                                                           |                            |
| 山中祐佳       |                           | ぎゅぎゅっと!長崎                                                       |                            |
| 気象予報士     |                           |                                                                         |                            |
| 熊谷琴葉       |                           | ぎゅっと!長崎                                                           | オフィス気象キャスター所属 |